# Abdullah (voornaam)
Abdullah, Abdoellah of Abdallah is een Arabische voornaam (عبد الله, Abd Allah). De naam betekent "dienaar van God". Het was de naam van de vader van Mohammed, die leefde in de 6e eeuw.

## Bekende naamdragers
- Abdullah Ibrahim, Zuid-Afrikaanse jazzmuzikant
- Abdullah I van Jordanië
- Abdullah II van Jordanië
- Abdullah as-Sallal, Jemenitische generaal en politicus
- Abdullah Gül, president van Turkije
- Abdullah Haselhoef, Surinaams-Nederlandse imam
- Abdullah Öcalan, veroordeelde leider van de PKK
- Ali Abdullah Saleh, president van Jemen
- Abdullah Yusuf Azzam
- Abdullahi Ahmed An-Na'im
- Abdoellah bin Abdoel Aziz al-Saoed, koning van Saoedi-Arabië
- Ali Abdullah Saleh , president van Jemen